# Dôa
Pour les articles homonymes, voir DOA.
La Dôa est un torrent qui prend sa source dans la commune de Viens, sur le flanc méridional des Monts de Vaucluse, dans le département de Vaucluse en région PACA, et un affluent du Calavon, donc un sous-affluent du Rhône par la Durance.

## Géographie

### L'origine
De 15,9 km de long, la Dôa prend sa source sur la commune de Viens au nord-ouest du bourg et du Collet de Falquerol, au départ du ravin de la Dôa, à proximité du point d'intersection de la route départementale 33 et de la route départementale 22.

### Affluents
Plusieurs ravins et combes l'alimentent de manière irrégulière comme le ravin de Piedgros et la combe de Sourdet, ou de manière plus régulière comme le ravin de la Rebrondade.

### Le trajet
Il traverse quatre communes de Vaucluse : Viens, Gignac, Rustrel et enfin Apt où le torrent se jette dans le Calavon.
Avant de passer par le colorado provençal qui se situe sur la commune de Rustrel, il parcourt des vallons entourés de collines, piémont des monts de Vaucluse. Au cours de son passage sur cette commune, lors de violents orages, il se charge de boues ocreuses et de limon argileux qui donnent à ses eaux une couleur jaune.
Après Rustrel, alors que son tracé suivait plus ou moins un axe est-ouest, il change de direction pour partir vers le sud.

### Accès
Outre sa traversée d'une petite partie du colorado provençal, la Dôa est plus ou moins suivie tout au long de son trajet par la route départementale 22.

## Étymologie
Les premiers textes portant mention du torrent se trouvent dans le Cartulaire de l'Église d'Apt. La rivière y est nommée rivus Luctuosa, et dans la charte VIII, datée de 906, Lutosa c'est-à-dire la limoneuse. Cet hydronyme, resté très romain, au Xe siècle, va ensuite évoluer vers Lodosa, Luctuosa, puis la Doza en 1401.

## Histoire
IXe siècle-Xe siècle, première mention sous le qualificatif de Lutosa c'est-à-dire la limoneuse.
L'eau sert pour plusieurs usines (briquerie, etc.).
Seconde moitié du XXe siècle, mise en valeur pour l'exploitation du colorado provençal à des fins touristiques.